# Paul Lüth
Paul Egon Heinrich Lüth (* 20. Juni 1921 in Perleberg; † 6. August 1986 in Rengshausen) war ein deutscher Arzt, Medizinsoziologe, Schriftsteller und Publizist. Er war der Gründer und Anführer des von 1950 bis 1952 bestehenden militant antikommunistischen Bundes Deutscher Jugend (BDJ).

## Biografie

### Vor 1945
Lüth wuchs als Sohn eines Kaufmanns in Perleberg auf und besuchte dort die Schule. Das Abitur legte er am 20. März 1939 ab. Mit Kriegsbeginn kam er zur Wehrmacht und dort in eine Sanitätsgruppe. Im Herbst 1939 wurde er freigestellt, um ein Medizinstudium zu beginnen, welches er zum ersten Trimester 1940 an der Universität Rostock aufnahm. Im April 1941 musste Lüth das Studium auf Grund der Einberufung zum Kriegsdienst unterbrechen, konnte es aber im Dezember 1942 wieder aufnehmen. Er studierte insgesamt acht Semester und legte am 9. November 1943 das Physikum ab. 1942 heiratete er seine erste Ehefrau, mit der er zwei Söhne hatte (1942 und 1944). In den Semesterferien wurde Lüth immer wieder zu Fronteinsätzen abkommandiert, bis der Krieg die Fortführung des Studiums gänzlich verhinderte. Auch ohne medizinisches Examen war Lüth zuletzt als Feldunterarzt tätig. Letzte Station war das Lazarett Perleberg.

### Nach 1945
Nach dem Zusammenbruch der NS-Diktatur 1945 ließ er sich als Arzt in Groß-Gerau nieder und wurde am 1. Dezember 1945 vom dortigen Landrat als Flüchtlingsarzt eingestellt. Aufgrund fehlender Dokumente über seine medizinische Ausbildung kamen Zweifel auf. Er wurde deswegen am 31. August 1946 aus dem Dienst des Landkreises entlassen.
Anfang 1946 trat Lüth in die Kommunistische Partei Deutschlands (KPD) ein und hielt Vorträge über Marxismus-Leninismus. Der Kommunismus war aber wohl nicht seine wahre Überzeugung, denn kurze Zeit später gründete er eine von der CIA initiierte antikommunistische Organisation – s. u. In einer Bundestagsdebatte am 23. Oktober 1952 bezeichnete ihn der KPD-Abgeordnete Max Renner denn auch als „Spion und Provokateur“.
Von 1946 bis 1948 war Lüth Herausgeber und Chefredakteur der Literaturzeitschrift Der Bogen (Untertitel „Die erste deutsche Zeitschrift nach dem Kriege“) in Wiesbaden, die neben der Förderung durch Alfred Döblin hauptsächlich amerikanische Geldgeber hatte. Lüth publizierte zudem unter dem Pseudonym Ernst Groner. Das Redaktionskonzept von Der Bogen sah US-Propaganda vor. Als diese ausblieb und der Lizenznehmer Victor Schulz sich nach Spanien absetzte, wurde die finanzielle Unterstützung eingestellt, so dass die letzten Ausgaben 1947 nicht mehr erscheinen konnten. Lüth versuchte, die Zeitschrift zu erhalten und traf sich auf der Suche nach Spendengeldern mit Henry Selby, dessen Tätigkeit in Westdeutschland in dieser Zeit ausschließlich darin bestand, Tarnorganisationen der CIC zu gründen. Anstatt die Zeitschrift weiterzuführen, schlug Selby vor, Lüth sollte eine politische Jugendorganisation aufziehen. Lüth willigte ein, was am 23. Juni 1950 mit einer Eintragung des Bundes Deutscher Jugend (BDJ) im Vereinsregister Frankfurt mündete.
Lüth war von 1950 bis 1952 nicht nur Gründer, sondern auch Vorsitzender und Chefdenker des rechtsextremen Jugendbundes. Die politischen Leit- und Richtlinien für die Tagespolitik leitete der BDJ aus Lüths Denkschrift Bürger und Partisan ab. Der BDJ wurde, zusammen mit der Unterorganisation Technischer Dienst (TD), 1953 bundesweit verboten. Dem Verbot ging 1952 ein Skandal voraus, wonach es sich bei dem BDJ/TD um eine durch die CIA finanzierte „Stay-behind-Organisation“ handeln würde, welche nach einer sowjetischen Invasion den Partisanenkrieg organisieren und in diesem Zusammenhang auch „sowjetfreundliche“ Politiker liquidieren sollte. Lüth war Kontaktmann zur CIA und kontrollierte den Geldfluss. Eine Festnahme Lüths wurde durch die amerikanischen Behörden verhindert. Aufgrund einer Verfügung des BGH wurde eine Anklage gegen ihn später niedergeschlagen.

### Wirken als Arzt
Ab dem Wintersemester 1953 setzte Lüth sein durch den Krieg abgebrochenes Medizinstudium an der Universität Mainz fort. Im März 1956 legte er sein Staatsexamen ab und begann mit einem naturwissenschaftlichen Studium in den Fächern Anthropologie, Zoologie, Humangenetik und Mikrobiologie, welches er dann in Frankfurt am Main fortsetzte. 1958 wurde er dort mit seiner Arbeit „Eisenstoffwechsel und Eisenmedikation“ zum Dr. med. promoviert.
1963 ließ sich Lüth als Landarzt in Rengshausen nieder. Seit 1971 war er Lehrbeauftragter für Sozialmedizin an der Gesamthochschule Kassel, und seit 1977 Lehrbeauftragter für Soziologie der Medizin an der Universität Mainz. An beiden Universitäten erhielt Lüth 1980 die Honorarprofessur für Sozialmedizin.
Für sein 1983 erschienenes „Tagebuch eines Landarztes“ erhielt Lüth, zusammen mit Ernst Rossmüller und seinem Gedichtband „Zwischenspiel“, am 23. Juni 1984 den Literaturpreis der Bundesärztekammer.
1986 war Lüth eines von sieben Mitgliedern des Sachverständigenrates für die Konzertierte Aktion im Gesundheitswesen.
Bis zu seinem Tod als Folge eines Herzinfarktes lebte Lüth als Landarzt und freier Schriftsteller in Rengshausen.

## Schriften
- Die japanische Philosophie. Versuch einer Gesamtdarstellung unter Berücksichtigung der Anfänge in Mythus und Religion. J.C.B. Mohr (Paul Siebeck), Tübingen 1944.
- Literatur als Geschichte. Deutsche Dichtung von 1885 bis 1947. 2 Bände. Limes, Wiesbaden 1947.
- Peter Bor (Pseudonym):[10] Gespräche mit Halder. Limes, Wiesbaden 1950.
- Bürger und Partisan. Über den Widerstand gestern, heute und morgen. Verlag der Parma-Edition, Frankfurt am Main 1951.(Laut Schmidt-Eenboom ein Pamphlet, in dem Lüth konstatiert, dass sich der einzelne Bürger sich schon seit 1939 als Partisan gegen eine befürchtete Invasion durch die UdSSR wehren musste. Damit definiert Luth den deutschen Angriffskrieg von 1941 als Verteidigung gegen die SU)
- Geschichte der Geriatrie. 3000 Jahre Physiologie, Pathologie und Therapie des alten Menschen. Enke, Stuttgart 1965.
- Der Mensch ist kein Zufall. Umrisse einer modernen Anthropologie. Deutsche Verlags-Anstalt, Stuttgart 1981, ISBN 3-421-02720-X.
- Tagebuch eines Landarztes. Deutsche Verlags-Anstalt, Stuttgart 1983, ISBN 3-421-06128-9.
- Das Ende der Medizin? Entdeckung der neuen Gesundheit. Deutsche Verlags-Anstalt, Stuttgart 1986, ISBN 3-421-02739-0.